# Ngựa Bắc Hà

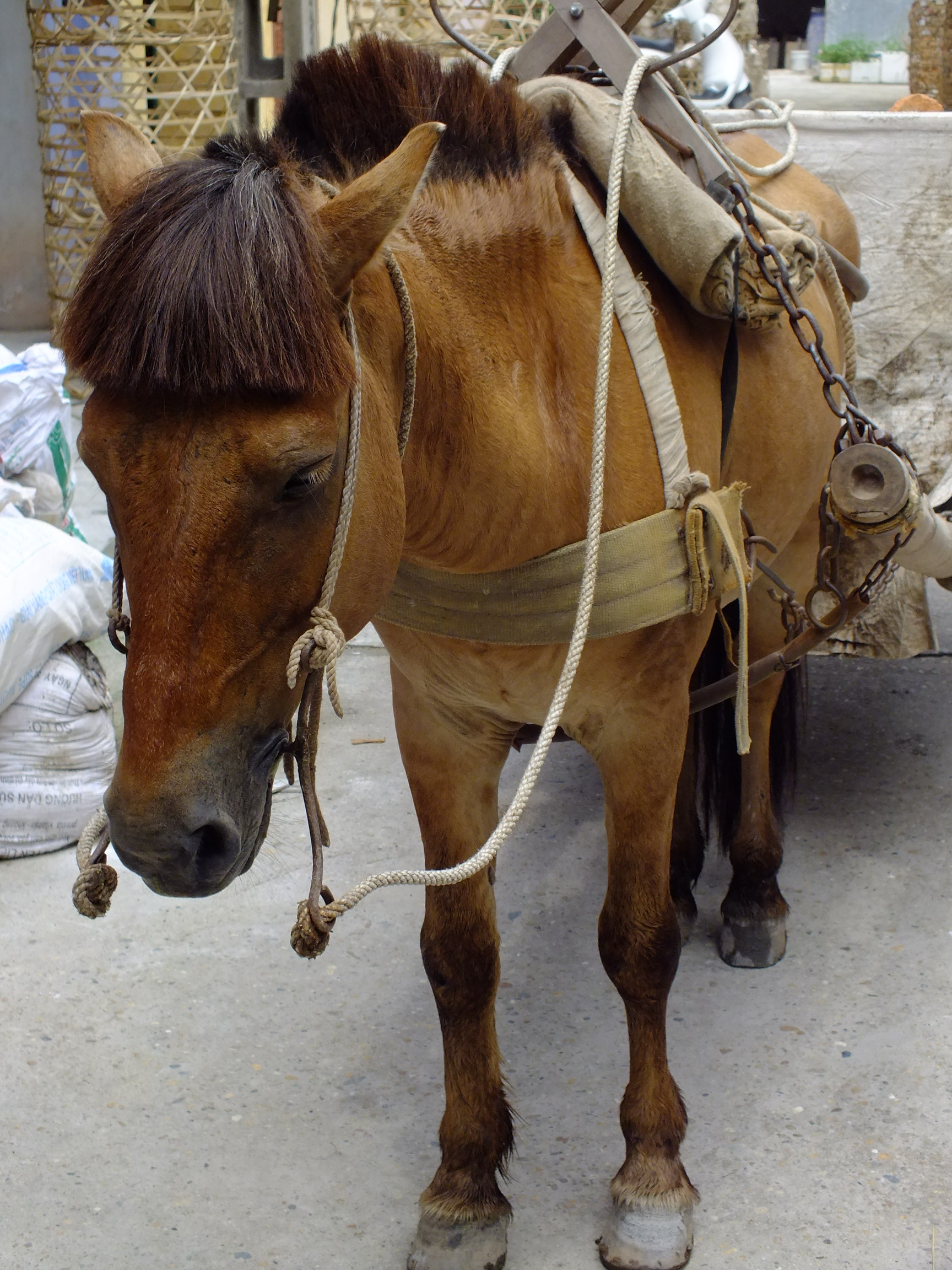
Ngựa Bắc Hà tại xã Bát Tràng

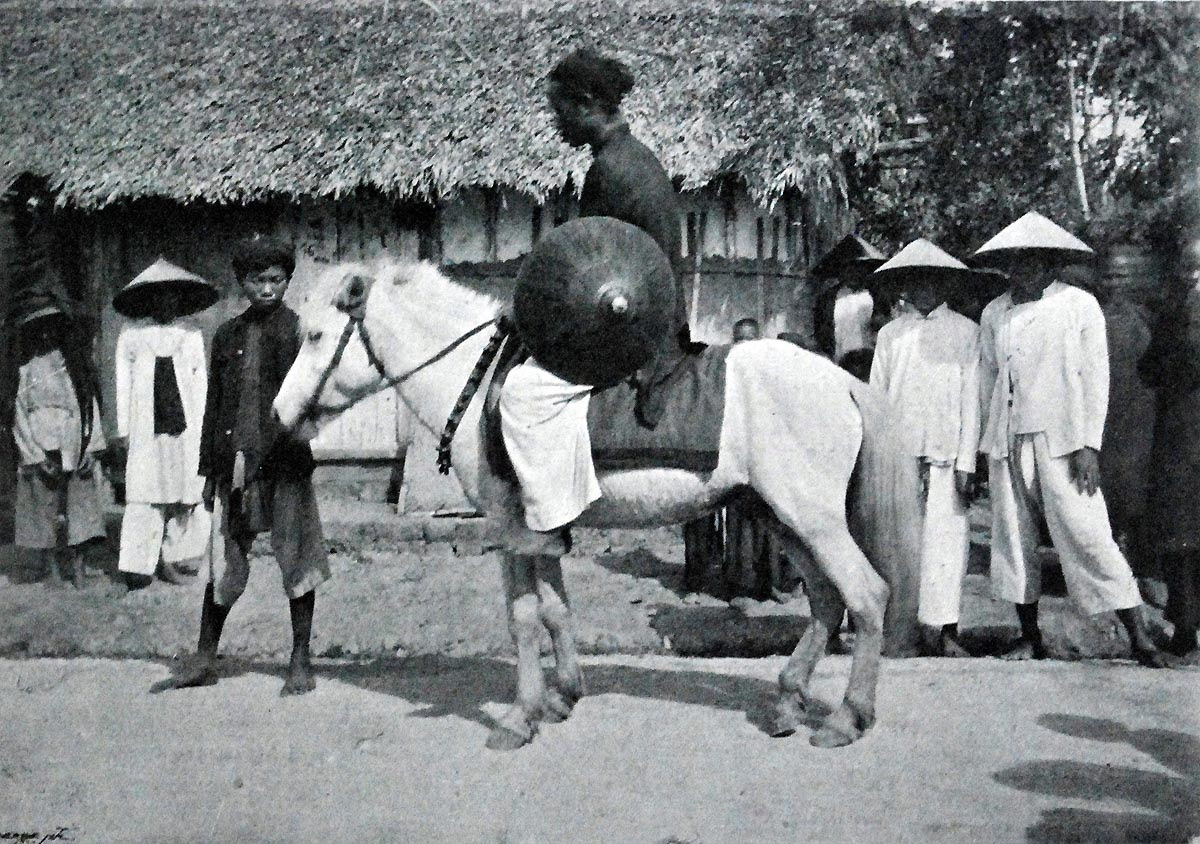
Một con ngựa Bắc Hà vào khoảng năm 1900

Ngựa Bắc Hà hay còn gọi là ngựa Mông là giống ngựa nội địa của Việt Nam phân bố ở vùng Bắc Hà (các vùng đồi núi trung du phía Bắc) do người H'Mông chăn nuôi từ lâu đời. Đây là giống ngựa gắn bó với cuộc sống và văn hóa của người H'Mông ở vùng cao, dùng để làm ngựa thồ là phương tiện chuyên chở chính ở các vùng đồi núi, rẻo cao, chúng còn gắn với nhiều lễ hội, chợ phiên của người H'Mông, còn được dùng làm nguyên liệu cho món thắng cố, trong lịch sử, giống ngựa này còn được quân đội nhà Trần sử dụng trong kỵ binh, ngày nay, lực lượng Công an Việt Nam đang thành lập lực lượng cảnh sát cơ động kỵ binh và dự kiến bổ sung giống ngựa này vào trong biên chế.
Từ xa xưa, con ngựa đã gắn bó mật thiết với cuộc sống người dân Bắc Hà nói riêng, cũng như với người dân khắp vùng Tây Bắc nói chung. Ngựa được cho là loài tình cảm, đặc biệt có nét mặt rất buồn. Ngựa Bắc Hà nổi tiếng là một trong những giống ngựa đẹp nhất Việt Nam. Theo một con số thống kê, riêng ở Lào Cai, tổng số đàn ngựa hiện có trên 5.000 con, trong đó tập trung chủ yếu ở các huyện vùng cao Bắc Hà, Si Ma Cai và Mường Khương. Do đặc điểm địa hình, từ lâu ngựa đã trở thành nhu cầu thiết yếu và gần gũi đối với nhân dân miền núi vùng cao, và trở thành vật nuôi quen thuộc đặc biệt là nòi ngựa Bắc Hà.

## Đặc điểm

### Thể trạng
Giống ngựa gốc ở Bắc Hà chủ yếu có màu lông ngựa là đỏ, vàng, đen, có vóc dáng thấp nhỏ, chỉ cao từ 1,2 tới 1,5m, dài thân từ đầu vai tới khấu đuôi khoảng 1,2-1,3m, cân nặng chỉ từ 130 kg tới 170 kg, chúng, để bờm trán rất dài, bờm dọc cổ ngựa thì xén ngắn, chót lưng lại để dài, để mấy sợi lông lòa xòa trước trán, đỉnh đầu húi cua, sau gáy lại để dài như bờm ngựa. Con ngựa đẹp, bờm phải dày rậm, chân bờm phẳng đều, mọc đều thẳng đứng trên cổ ngựa như một cái bàn chải mới. Bàn chân ngựa thẳng, cao, chúng có đặc điểm là cẳng chân rất nhỏ, nhưng cứng, leo dốc đá thì rất tốt. Ngựa tướng đẹp là ức phải rộng, lông mượt, đùi to, thuần tướng, không cắn, không đá. Con ngựa thân dài, mảnh thì trông đẹp, chạy nhanh. Ngựa muốn khỏe và chạy nhanh phải có dáng hình cao ráo, gân to, thịt săn, chân thẳng và thon chắc, răng trắng đều, bờm dày, lông đều, sờ vào mượt như sờ vào tơ lụa, nhất là chân dài, nở, thẳng, móng đen
Ngựa Bắc Hà không to, cao nhưng có sức bền và được bà con sử dụng làm ngựa thồ hàng hoá phục vụ đời sống sinh hoạt hằng ngày. Ngựa Bắc Hà tuy có hình thể nhỏ, gióng chân nhỏ nhưng sức bền rất cao. Giống ngựa của người Mông là giống ngựa Bắc Hà quen leo trèo núi đá. Ngựa của người Mông có tầm vóc nhỏ, sinh sản kém, nhưng lại chịu đựng kham khổ rất tốt và rất dễ nuôi. Nuôi ngựa cũng lắm công phu, trâu chỉ ăn buổi ngày, nhưng ngựa thì ăn cả ngày cả đêm. Giống ngựa Mông rất chịu khó thồ hàng tốt trên những đoạn đường dốc, gập ghềnh, chịu đi qua suối, leo đèo, chịu đi bất kể thời tiết nào. Một chú ngựa chạy vài vòng quanh chân núi về mà không bị thở dốc mới được xem là có sức khỏe tốt.
So với trâu, bò, sức ngựa dẻo dai hơn, chịu hạn tốt hơn. Ngựa cho người Mông sức cày trên những thửa ruộng bậc thang uốn lượn nơi triền núi cao, chỉ có ngựa của người Mông mới leo núi đá, lội suối thiện nghệ trong những thời tiết khắc nghiệt. Với nòi ngựa bản địa Bắc Hà, chúng có sức khoẻ dẻo dai, ít bị ốm và có thể chịu được thời tiết khắc nghiệt. Tuy nhiên, ngựa của người Mông có đặc điểm là tầm vóc nhỏ nên không chở nặng hàng được. Bên cạnh đó, chức năng sinh sản kém nhưng so với ngựa Cabardin to khỏe hơn, nhưng ngựa Mông lại khéo léo hơn và ngựa lai phù hợp để kéo xe vận chuyển gạch, cát, xi măng, thích ứng rất tốt với điều kiện nuôi dưỡng, quản lý và sinh thái. 

### Chọn ngựa
Bên cạnh ngựa thồ, vùng cao núi đá Hà Giang có loại ngựa đua rất quý thân dài, mông to, bụng thon, ức nở, phi nước kiệu rất nhanh trên đường bằng, leo núi thiện nghệ, phi nhanh như cơn lốc. Trước kia, các vua Mèo ở Hà Giang thường tuyển những con ngựa tốt làm món đồ ngoại giao với các vua Mèo ở Bắc Hà và vua Thái Lai Châu. Những con ngựa tốt là trước hết phải có dáng to cao, béo, chân thẳng thon chắc, răng trắng đều, bờm dày, lông đều, sờ vào mượt như tơ lụa, đặc biệt không nên chọn ngựa có lông nhiều màu sắc và ngựa tướng đẹp là ức phải rộng, béo, lông mượt, đùi to, thuần tướng, không cắn, không đá.
Ngựa tốt để đua phải là ngựa đực có thân hình cao lớn, vó dài, thẳng, lông mượt, đôi mắt tinh nhanh, vồng ngực nở rộng, bụng thon gọn, bước chạy dài và đều. Chọn con ngựa để đi đua thì chân phải thẳng, móng dày, nếu móng chân mà tòe ra như chân con vịt thì ngựa chạy kém, để chọn được một chú ngựa đua tốt thì ngựa phải có phóc dáng đẹp, chân thẳng, móng dày. Đầu nhọn, ức càng rộng càng khoẻ và chạy càng nhanh. Thông thường, những chú ngựa được cho là sung sức nhất khi chúng đạt độ tuổi từ 4 đến 12 tuổi. Để xem tuổi ngựa thì phải căn cứ ở răng, ba năm đầu tiên ngựa sẽ mọc đôi răng thứ nhất, bốn tuổi thì thay răng thứ hai, và năm tuổi là thay răng thứ ba. Việc thay răng ngựa cũng tuỳ thuộc từng con. Tầm sáu tuổi thì ngựa sẽ thay hết răng.
Để có một con ngựa khoẻ, người ta phải chọn những con ngựa có vóc dáng cao ráo, cơ bắp săn chắc, răng đều, bờm dày. Khi chạm vào những chú ngựa này người ta có thể cảm nhận được sức khoẻ dũng mãnh của chúng. Cũng có thể cưỡi một vài vòng trước khi quyết định mua những chú ngựa này về, bởi địa hình dốc đá những con ngựa tốt sẽ thể hiện qua mỗi bước chạy, nhịp thở của chúng. Mua ngựa tốt nhất nên cưỡi thử chạy mấy vòng quanh bãi bán. Nếu ngựa chạy về mà thở đều, không khục khắc hoặc thở dốc là ngựa có sức khỏe tốt, còn muốn biết tuổi ngựa thì xem răng. Và một điều không nên quên khi mua ngựa là phải xem kỹ tính nết, bởi ngựa cũng có con dữ, con hiền, có con biết nghe lời và có con bướng bỉnh hay cắn người.

## Chăn nuôi
Một con ngựa thường có tuổi đời khá dài, và để sinh sản ngựa phải đạt khoảng 27-30 tháng mới có thể đẻ được. Ngựa từ 4-7 tuổi có phong độ tốt nhất và muốn biết tuổi chính xác của chúng có thể kiểm tra răng. Song con ngựa khoẻ cũng phải có chủ tốt, để chúng được huấn luyện về tính nết bởi cũng có con hung dữ, có con hiền lành, bướng bỉnh. Nuôi ngựa phải hiểu được tính ngựa. Ngựa cũng có khi ốm đau, bệnh tật, quan trọng là người nuôi phải thật chú ý. Khi thấy ngựa có triệu chứng mũi lạnh là ngựa có hiện tượng bị ngã lạnh. Để điều trị cần phải lấy giẻ, bồ kết, thảo quả để xông trước mũi đến khi mũi ngựa chảy nước thì mới khỏi bệnh. Nếu không phát hiện nhanh chỉ một thời gian ngắn là con ngựa lăn ra chết ngay. Ngoài ra, ngựa còn hay mắc bệnh quai bị. Khi ngựa có hiện tượng thì phải mổ chích phần mủ ra nếu không vài hôm sau phát bệnh trên khắp cơ thể.
Nhưng người Mông cũng nuôi nhiều giống ngựa để phục vụ những mục đích khác nhau như ngựa thồ, ngựa đua, ngựa chiến, vì con ngựa có vai trò quan trọng đối với đồng bào vùng cao như vậy, nên bà con chăm sóc ngựa rất chu đáo. Sau ngày lao động, ngựa được chủ nhà cho ăn khá đầy đủ, gồm cây ngô non, cây chuối băm chộn với thóc gạo hay cám gạo cùng bột ngô và uống nước muối. Những ngày đông gá rét, sương muối hay có băng tuyết, chuồng ngựa được quây kín, để ngựa khoẻ cũng phải chăm sóc chu đáo như cho ngựa ăn thêm ngô, thóc, đậu tương thay vì ăn hằng ngày, để có con ngựa thồ tốt khi tham gia đua trước một tháng có thể trộn trứng với cỏ để ngựa tăng được sức khoẻ hơn bình thường, việc chăn nuôi ngựa có đặc thù riêng bởi giống ngựa ăn cả đêm và ăn tương đối sạch nếu không sẽ bị bệnh đường ruột, cỏ phải thái ngắn ngựa mới ăn hết.

## Vai trò

### Trong cuộc sống

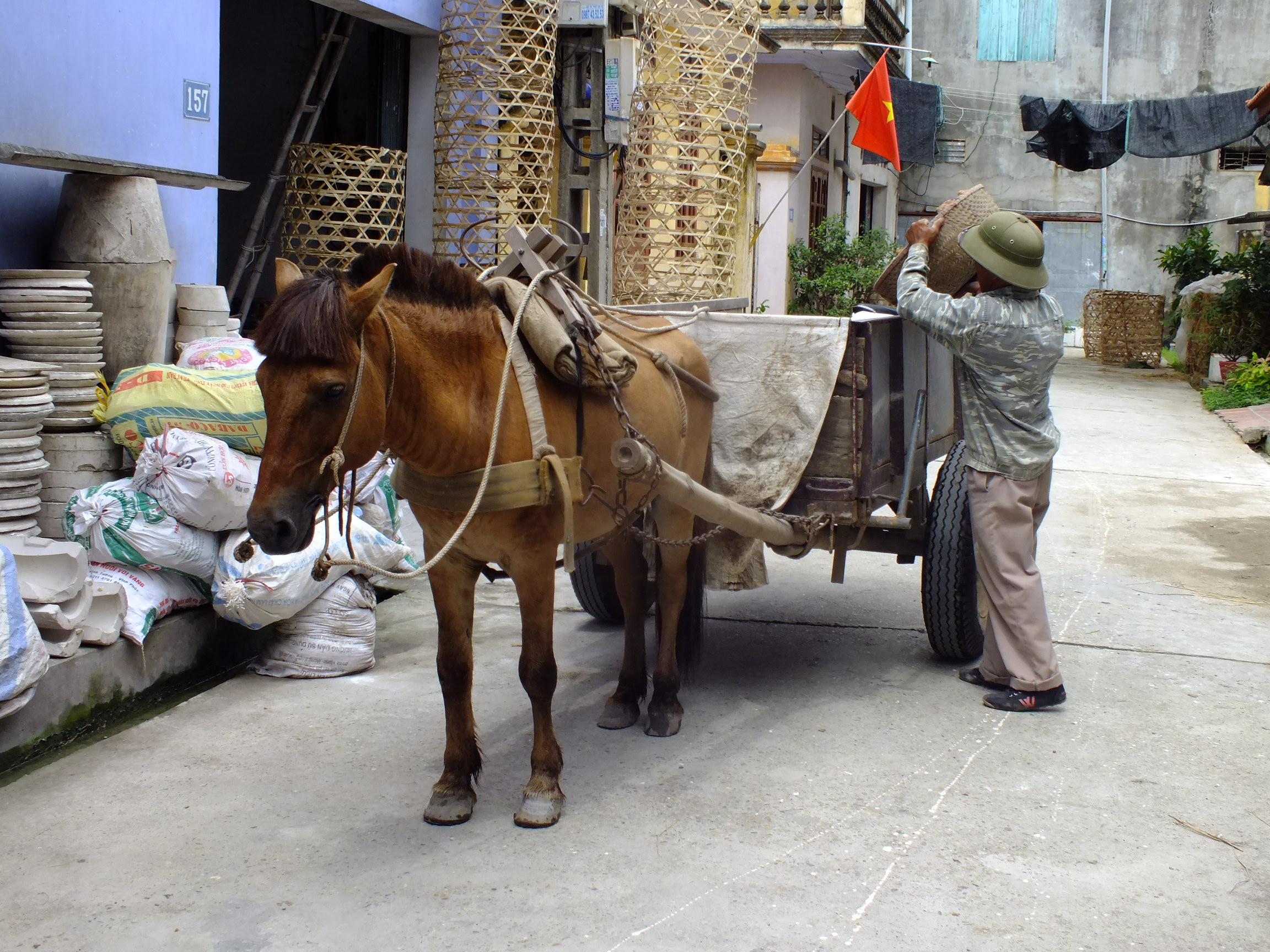
Ngựa thồ tại xã Bát Tràng

Ở các huyện vùng cao Lào Cai, con ngựa vừa là người bạn thân thiết vừa là phương tiện vận chuyển quan trọng hằng ngày. Ở vùng cao Tây Bắc, từ Mường Khương, Y Tý, Bát Xát, Sa Pa (Lào Cai) hay Trạm Tấu (Yên Bái), thậm chí trên cao nguyên đá Đồng Văn, Mèo Vạc (Hà Giang) thì thường bắt gặp hình ảnh con ngựa lầm lũi theo chân bà con người Mông, Tày, Nùng, ở Hà Giang, hình ảnh những chú ngựa thồ thật gắn bó với bà con có thể gặp trên đường đến các phiên chợ vùng cao Hà Giang, những con ngựa thồ hàng, đưa người xuống chợ là quen thuộc, đã trở thành bản sắc văn hóa của người Mông, người Mông, người Dao gắn bó, yêu quý những chú ngựa đã bao đời đồng hành cùng họ trong cuộc sống nơi núi cao, sương trắng
Ở nơi địa thế hiểm trở, giao thông đi lại khó khăn nên từ lâu ngựa trở thành thân thiết với từng gia đình người Mông, là đầu cơ nghiệp của họ. Đường núi vùng cao đèo dốc quanh co, đá núi gập ghềnh, chỉ có con ngựa là người bạn thân quen, mới có khả năng giúp người Mông gieo trồng bắp, hạt lúa trên đỉnh núi, sườn non chênh vênh. Họ sống nơi đỉnh núi heo hút, quí ngựa như người ta yêu chiếc xe máy đa dụng vậy. Ngựa cùng đồng bào Mông xuống chợ phiên, trên lưng nó mang theo ngô, lúa và sản vật của đồng bào mà những chiếc xe máy không vượt được suối và dốc đèo, sức kéo của ngựa vừa bền vừa lớn nên nó giúp ích cho người Mông cả những lúc kéo củi, kéo gỗ ở rừng về hay kéo đá, kéo phân ngược dốc lên xây nhà, làm nương, ngựa đều giúp sức cho con người.

### Trong văn hóa
Miền núi cũng là nơi cón nhiều đồi cỏ rộng rãi nên nhiều tỉnh miền núi đều có ngựa và từ lâu con ngựa đã gắn bó mật thiết với đời sống lao động và tinh thần cũng như cung cấp thực phẩm cho đồng bào dân tộc thiểu số vùng cao, hình tượng con ngựa đã đi vào trong văn hóa dân gian của người Mông, qua những câu dân ca, tục ngữ, xuất hiện trong lễ cúng, đám tang, đám cưới, các lễ hội với vai trò quan trọng. Ngày trước, Vua Mèo Hoàng A Tưởng vẫn thường tuyển những con ngựa tốt (tuấn mã) làm món đồ ngoại giao với những Vua Mèo, Vua Thái ở Hà Giang, Lai Châu Ở Bắc Hà, chú ngựa thồ là biểu tượng cho mỗi thanh niên bắt đầu lập nghiệp, ở riêng, xuống chợ mà dắt theo chú ngựa thồ mới thực sự là tự hào., đàn ông Bắc Hà sinh ra bên máng cỏ, lớn lên trên lưng ngựa.
Ở Bắc Hà nói riêng và khu vực Tây Bắc nói chung, ngựa là loài vật quen thuộc được nuôi ở hầu hết các hộ gia đình đồng bào Mông, Tày, Nùng thì con ngựa vừa là loài trung thành với chủ, vừa phục vụ đắc lực cho cuộc sống của người dân vùng cao. Trước kia, ngựa nuôi rất hiếm, nhà nào có được chú ngựa đều như của quý trong nhà. Đối với đồng bào vùng cao Lào Cai, con ngựa có ý nghĩa đặc biệt vì từ lâu, trong cuộc sống mưu sinh gian khó, ngựa không chỉ là tài sản đáng giá, mà còn là người bạn thân thiết, dù khó khăn đến mấy, khi lập gia đình ai cũng tính mua con ngựa về nuôi trong nhà, nuôi ngựa không chỉ là công việc chăn nuôi bình thường như nuôi các con vật khác mà đã trở thành phong tục, tập quán trong tiềm thức của họ
Ngựa là người bạn trong đời thường nhưng cũng là con vật thiêng trong đời sống tín ngưỡng người Mông. Ngựa là vật duy nhất hóa thân thành chiếc cáng đưa người chết về cõi vĩnh hằng. Chỉ có con ngựa mới có đủ sức mạnh huyền bí để chở thầy cúng người Mông đi về các cõi trời, cõi đất và sông biển để tìm linh hồn người ốm chữa bệnh cho người Mông. Tết đến, ngoài việc trang hoàng cho nhà cửa, nhiều người dân Bắc Hà còn dán giấy đỏ trang trí cho chuồng ngựa. Sau khi nấu bánh chưng, người dân cũng cắt một miếng bánh để cho ngựa ăn. Hành động này để thay cho lời cảm ơn chú ngựa vì cả năm vất vả làm việc. Ngựa trở thành biểu tượng trong văn hóa người Mông. Ngựa cũng trở thành địa danh của một thôn (Má Lao Chải - trại ngựa cũ) hay của một huyện Si Ma Cai (chợ ngựa mới).

## Sử dụng

### Chợ phiên
Chợ phiên Bắc Hà (Lào Cai) là nơi giao dịch ngựa nổi tiếng, chợ ngựa là một phần của chợ Bắc Hà là phiên chợ vùng cao nổi tiếng họp vào các ngày Chủ nhật. Phiên chợ Bắc Hà lớn nhất nhì vùng cao biên giới có một chợ ngưa thu hút hàng trăm con ngựa mỗi phiên. Người Mông xuống đây mua ngựa để thay cho máy cày, xe máy. Các loại ngựa ở đầy thường là giống của Việt Nam, hình dáng thon nhỏ, và có sẵn bộ yên để thồ hàng. Trong chợ ngựa Bắc Hà, người mua lặng lẽ, thong thả, kiên nhẫn. Còn những chú ngựa non hí liên hồi, thi thoảng chạy nhồng lên khi về tay chủ mới. Khi tới chợ, các chủ ngựa thường cột ngựa vào tường rào để đi dạo một vòng trong chợ rồi mới đưa ngựa vào tham gia mua bán. Khách hàng đáng chú ý nhất tại chợ là những lái buôn từ thành phố lên đây. Người Mông mua ngựa rất kiên nhẫn, họ âm thầm, lặng lẽ đi vòng quanh chợ để chọn.
Họ có thể đi vài phiên, cả tháng trời mới mua được con ngựa tốt, vừa với túi tiền của mình. Người Mông mua ngựa thường xem răng đoán tuổi, chọn dáng trường, mông nở. Thông thường ngựa sẽ được xác định bán để thịt hay thồ hàng. Ngựa thồ không tính trọng lượng, giá cả tùy vào hình dáng và tuổi ngựa. Chỉ những con ngựa dáng xấu, không có khả năng làm ngựa thồ người ta mới bán để thịt, loại này sẽ dựa vào trọng lượng để tính tiền. Một khi khách hàng đã ưng, cuộc giao dịch thường diễn ra rất chóng vánh. Khi chủ ngựa phát giá, khách mua chỉ trả giá thêm 1, 2 lần là đi đến 'chung kết'. Dứt khoát cũng là tính cách đặc trưng của người dân miền núi Tây Bắc. Cũng giống như mọi phiên chợ vùng cao Tây Bắc khác, chợ ngựa Bắc Hà không chỉ đơn thuần là nơi mua - bán, mà còn là nơi người dân trong vùng gặp gỡ, giao lưu mỗi tuần chỉ có một lần.

### Đua ngựa
Hằng năm, những con ngựa được huấn luyện còn tham gia lễ hội đua ngựa thu hút hàng vạn du khách. Bên cạnh việc giúp đỡ đồng bào trong đời sống, sản xuất, vào những dịp lễ Tết, con ngựa còn tham gia vào những cuộc đua làm nên một ngày vui khó quên. Đua ngựa biểu hiện của tinh thần thượng võ, phóng khoáng, dũng cảm, mãnh liệt và tự tin. Người thắng và người thua trong đua ngựa đều mừng nhau trong chén rượu nồng ấm áp giữa ngày xuân, Nét độc đáo của đua ngựa Bắc Hà là đua ngựa thồ. Điều thú vị nữa, những kỵ sĩ trong cuộc đua cưỡi ngựa không có yên cương, nhưng tốc độ đạt tới 60–70 km/giờ Ngựa ở trường đua Bắc Hà nhát, sợ tiếng máy nổ, tiếng còi ô-tô, không quen tiếng hò reo chốn đông người nhưng rất bén hơi người cùng bản.
Trong những ngày hè ngập nắng khi các sườn đồi của vùng đất cao nguyên Bắc Hà trĩu trịt những chùm mận căng đỏ, cũng là lúc những chú ngựa thồ, những chàng "kỵ sĩ chân đất" tạm gác công việc nương rẫy thường nhật, háo hức chuẩn bị tham gia giải đua ngựa truyền thống - một giải đấu thể thao mang đậm nét đẹp văn hóa truyền thống của các tộc người vùng cao Lào Cai. Không mang tính chất thương mại, không phải giải đua chuyên nghiệp, đua ngựa ở Bắc Hà là cuộc đua của những người nông dân và ngựa đua là những con ngựa thồ. Đặc biệt, đua ngựa ở Bắc Hà là đua mộc, những nài cưỡi trên lưng ngựa không có yên cương, không bàn đạp giữ chân mà chỉ có đai buộc ngựa, hai móc sắt buộc vào dây hai bên hàm để điều khiển.

### Kỵ binh
Số lượng ngựa đang được phát triển dần. Bộ sẽ tiếp tục nội địa hoá, sử dụng thêm các giống ngựa trong nước, như ngựa Bắc Hà vì ngựa của đồng bào vùng núi, quen thuộc với địa bàn sẽ tiếp tục được phát triển, khai thác Theo chỉ đạo của Bộ trưởng Bộ Công ann Việt Nam Tô Lâm là sẽ tiến tới sử dụng giống ngựa trong nước vào lực lượng Kỵ binh  về việc ngựa Bắc Hà có thể sử dụng cho lực lượng kỵ binh, Trưởng phòng Nông nghiệp huyện Bắc Hà cho rằng cần phải chọn con ngựa to hơn so với bình thường để nhân giống, còn về việc huấn luyện cho ngựa Bắc Hà không khó.